# ぶどう膜悪性黒色腫
ぶどう膜悪性黒色腫（ぶどうまくあくせいこくしょくしゅ、英: uveal melanoma）は、目のぶどう膜に生じるがんの一種である。伝統的には由来する組織によって虹彩、脈絡膜、毛様体黒色腫への分類がなされるが、転移リスクの低いクラスI、高いクラスIIへの分類がなされる場合もある。症状には目のかすみ、視力低下、光視症が含まれるが、何の症状もみられない可能性もある。
腫瘍はぶどう膜の色素細胞（メラノサイト）から生じたものである。こうしたメラノサイトは網膜の色素上皮細胞とは異なるものであり、色素上皮細胞は悪性黒色腫（メラノーマ）を形成することはない。ぶどう膜黒色腫が体内の遠隔部位に広がった場合の5年生存率は約15%である。
この疾患は原発性眼腫瘍の中では最も一般的なものである。発生は男性と女性で同程度であり、50%以上で遠隔部位（特に肝臓）へ広がる。

## 症状と徴候
ぶどう膜悪性黒色腫は、腫瘍の位置やサイズによっては症状を伴わない可能性がある。症状がある場合には、次のようなものがみられる場合がある。
- 目のかすみ
- 物が二重に見える（複視）
- 刺激感
- 痛み
- 目に閃光の感覚（光視症）
- 視野の狭窄
- 視力低下
- 視野に異物（浮遊物）の感覚
- 目の充血、眼球突出
- 瞳孔の形状の変化
- 眼圧の上昇
- 変視症（英語版）（格子状の図を見たときに、線がゆがんだり格子の一部が欠けて見える状態）

## 種類
ぶどう膜悪性黒色腫はメディアや一般向けには眼内黒色腫、眼内メラノーマ、眼球メラノーマ（ocular melanoma）などと呼ばれることも多い。ぶどう膜の3つの構成要素のいずれかから発生した悪性黒色腫であり、発生した部位に基づいて脈絡膜黒色腫、毛様体黒色腫、虹彩黒色腫と呼ばれる場合もある。他の部位で発生し虹彩に侵入したものではなく、虹彩内部に起源を有する虹彩黒色腫ではその病因や予後が他のものとは異なる。他の腫瘍はまとめて後部ぶどう膜黒色腫（posterior uveal melanoma）と呼ばれることも多い。

### 虹彩黒色腫
虹彩母斑など色素細胞由来の良性腫瘍はよくみられるものであり、悪性の徴候を示さない限り健康リスクとなることはない。悪性の徴候がみられる場合には虹彩黒色腫に分類される。虹彩黒色腫はぶどう膜黒色腫の一種であるものの、紫外線損傷と関連したBRAF変異を高頻度で有するなど皮膚の悪性黒色腫との共通点の方が多い。虹彩黒色腫は他の種類のぶどう膜黒色腫よりも転移の可能性がかなり低く、早期に発見と治療が行われれば視覚が損なわれる可能性は低い。ぶどう膜黒色腫の5%が虹彩と関係したものである。

### 後部ぶどう膜黒色腫

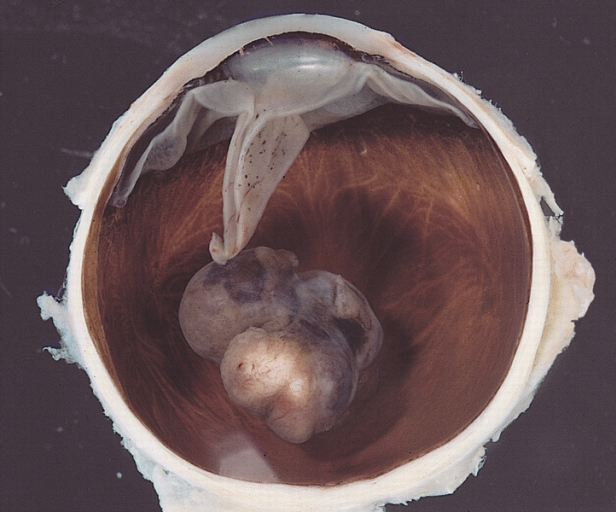
さまざま程度の着色を有するキノコ型の脈絡膜腫瘍がブルッフ膜を破って網膜下腔へ成長している。

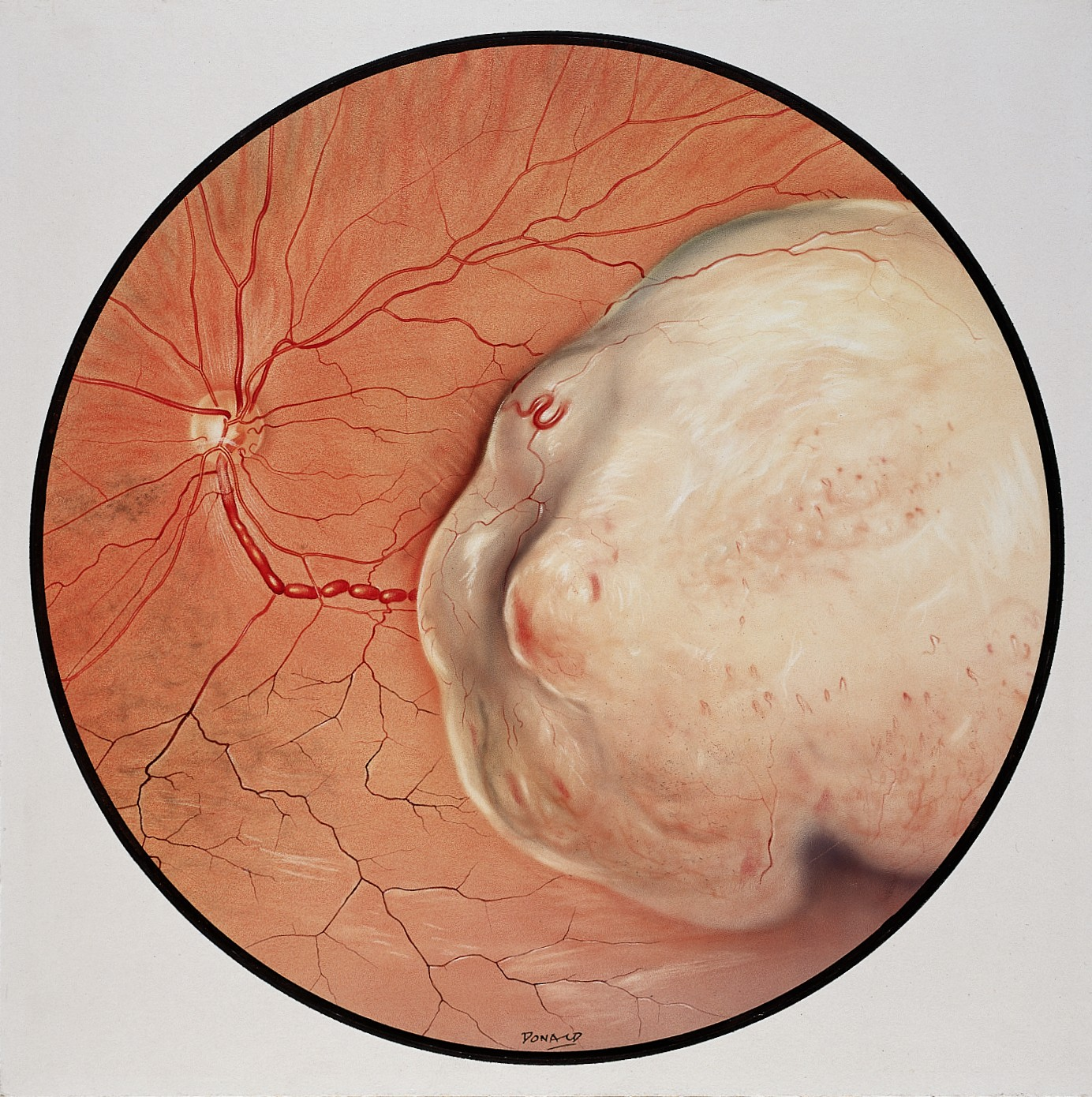
脈絡膜悪性黒色腫

脈絡膜母斑など色素細胞由来の良性腫瘍は非常によくみられるものであり、悪性の徴候を示さない限り健康リスクとなることはない。悪性の徴候がみられる場合には黒色腫とみなされる。後部ぶどう膜黒色腫は紫外線曝露と関連した大部分の皮膚悪性黒色腫とは異なるものであるが、末端黒子型悪性黒色腫や粘膜悪性黒色腫など日光への曝露と関連していないタイプの悪性黒色腫といくつかの類似点がある。後部ぶどう膜黒色腫ではBRAF変異は非常に稀であり、代わりにGNAQ/GNA11変異を高頻度で有している。この形質は青色母斑、太田母斑、眼球メラノーシスと共通している。BRAF変異と同様、GNAQ/GNA11変異は腫瘍形成の初期イベントと関連しており、腫瘍のステージや後の転移の予測因子とはならない。対照的に、BAP1の変異は転移と患者の生存と強く関連している。後部ぶどう膜黒色腫の発生率は、皮膚の色が薄く、青い瞳を持つ人で最も高くなる。ブルーライトへの曝露やアーク溶接など他のリスク因子も提唱されているが、いまだ議論がある。携帯電話の使用はぶどう膜悪性黒色腫のリスク因子にはならない。

## 原因
ぶどう膜悪性黒色腫の原因は不明である。虹彩母斑は広くみられる（コーカソイドの5%）ものの、悪性黒色腫へ進行することはほとんどない。

## 転移
ぶどう膜はリンパ管とは連結していないため、転移は局所的な拡大または血液を介した播種によって行われる。ぶどう膜悪性黒色腫の転移部位として最も一般的なのは肝臓であり、患者の80–90%で最初の転移部位となっている。他には、肺、骨、皮下転移が多くみられる。患者の約50%では原発腫瘍の治療後15年以内に転移が生じ、90%の確率で肝臓が関係している。転移は原発腫瘍の治療後10年以上経過してから生じる場合もあり、治療後10年以上転移なく生存している場合でも治癒とみなすべきではない。
肝転移の診断後の平均生存期間は全身転移の程度に依存する。無病期間、パフォーマンスステータス、転移による置換の程度、血清乳酸脱水素酵素濃度が転移性ぶどう膜悪性黒色腫の最重要の予後因子となる。

## 治療
ぶどう膜悪性黒色腫の治療プロトコルは多くの臨床研究で示されているが、中でも重要なものとしてCollaborative Ocular Melanoma Study（COMS）がある。治療法は多くの要因によって異なるものとなるが、主に腫瘍のサイズや腫瘍から採取した生検試料の検査結果に依存する。一次治療として眼球摘出が行われる場合もあるが、現在では腫瘍量が極度に大きいか、その他の二次的な問題がある場合に限定される。放射線治療の進展により、先進国では眼球摘出による治療が行われる患者数は大きく減少している。

### 小線源治療
放射線治療として最も一般的なものが、プラーク（plaque）を用いた小線源治療である。プラークは放射性シード（125Iが最も多いが、106Ruや103Pdも用いられる）を封入した小さな円盤型のシールドであり、腫瘍を覆うように目の外側に装着する。プラークは数日間その場に置かれた後、取り除かれる。

### 陽子線治療
陽子線治療では腫瘍の正確な部位に合わせて強力な陽子線ビームを照射することができるため、周囲の組織への影響を抑えることができる。

### その他
原発腫瘍に対する他の治療モダリティとしては、ガンマナイフ、重粒子線治療、リニアック、経瞳孔的温熱療法がある。

### 転移腫瘍に対する免疫療法
2022年1月25日、FDAはHLA-A*02陽性の転移性ぶどう膜悪性黒色腫成人患者に対してテベンタフスプ（Kimmtrak）を承認した。承認は、テベンタフスプと治験担当医師が選択したダカルバジン、ペムブロリズマブ、イピリムマブのいずれかを比較したIMCgp100-202試験（NCT03070392）の結果に基づいて行われた。治験担当医師選択薬による治療を受けた患者の生存期間の中央値は16か月であったのに対し、テベンタフスプでは21.7か月であった。この結果は死亡リスクの49%低下と解釈される。治療後の1年生存率は対照群の59%に対し、テベンタフスプ群では73%であった。

## 予後
ぶどう膜悪性黒色腫が遠隔部位へ広がった場合の5年生存率は約15%である。
腫瘍のサイズ、毛様体の関与、腫瘍を覆うオレンジ色の色素（リポフスチン）の存在、患者の年齢など、転移リスクの高さと関連した臨床的・病理学的予後因子がいくつか特定されている。同様に、類上皮形態の細胞の存在と広がり、細胞外マトリックスのループ状パターンの存在、免疫細胞の浸潤の増大、いくつかの免疫組織化学的マーカーによる染色など、転移リスクの高さと関連した組織学・細胞学的因子も知られている。
予後不良と関連した最も重要な遺伝的変化はBAP1の不活性化であり、多くの場合、一方のアレルに変異が生じ、そして3番染色体1コピーの完全な喪失（3モノソミー）が生じている。3モノソミーは転移拡散と強く相関し、予後予測のための指標となる。3モノソミースクリーニングの結果があいまいな場合には6番、8番染色体上の領域のコピー数の増加（gain）に関する情報によって予測を改善することができ、6pの増加は予後良好、8qの増加は予後不良と関連している。稀なケースでは、3モノソミー腫瘍でBAP1の変異型コピーの重複が生じ、イソダイソミーと呼ばれるダイソミー状態へと戻っている可能性がある。LOH解析は3モノソミーとイソダイソミーの双方を検出することができるため、より優れた手法となる。
予後の最も正確な予測因子となるのは、ぶどう膜悪性黒色腫の遺伝子発現プロファイルによる分類である。この解析により、2つのサブクラスが同定されている。クラス1の腫瘍は転移リスクが非常に低く、クラス2の腫瘍は非常に高い。遺伝子発現プロファイルの解析は、上述した転移拡散の予測因子よりも優れた指標となる。さらに2017年にはゲノムデータの解析により、転移リスクの異なる4つのサブタイプへの分類が行われている。

### サーベイランス
現在のところ、原発眼腫瘍の診断と治療後に行うべき検査の種類と頻度に関するコンセンサスは得られていない。
転移が生じる患者は約50%であり、その90％以上で肝転移が生じる。そのため、サーベイランスは肝臓を中心としたものとなり、腹部MRI検査、腹部超音波検査、肝機能検査などが行われる。現在、科学者コミュニティによるガイドライン制定の取り組みが行われているが、それまでは各患者は個々人の臨床的状況を考慮し、医師と適切なサーベイランス手法について話し合うことが必要である。

## 疫学
ぶどう膜悪性黒色腫は成人の原発性眼内腫瘍として最も高頻度でみられる疾患であるが、毎年100万人あたり5.1人が発症する希少腫瘍である。アメリカ合衆国では、毎年約2500人がぶどう膜悪性黒色腫の診断を受けている。

## 歴史
ぶどう膜悪性黒色腫は1809年から1812年にかけて、スコットランドの2人の外科医Allan BurnsとJames Wardropによって自然経過が初めて記載された。